# ミンスク・ゲットー

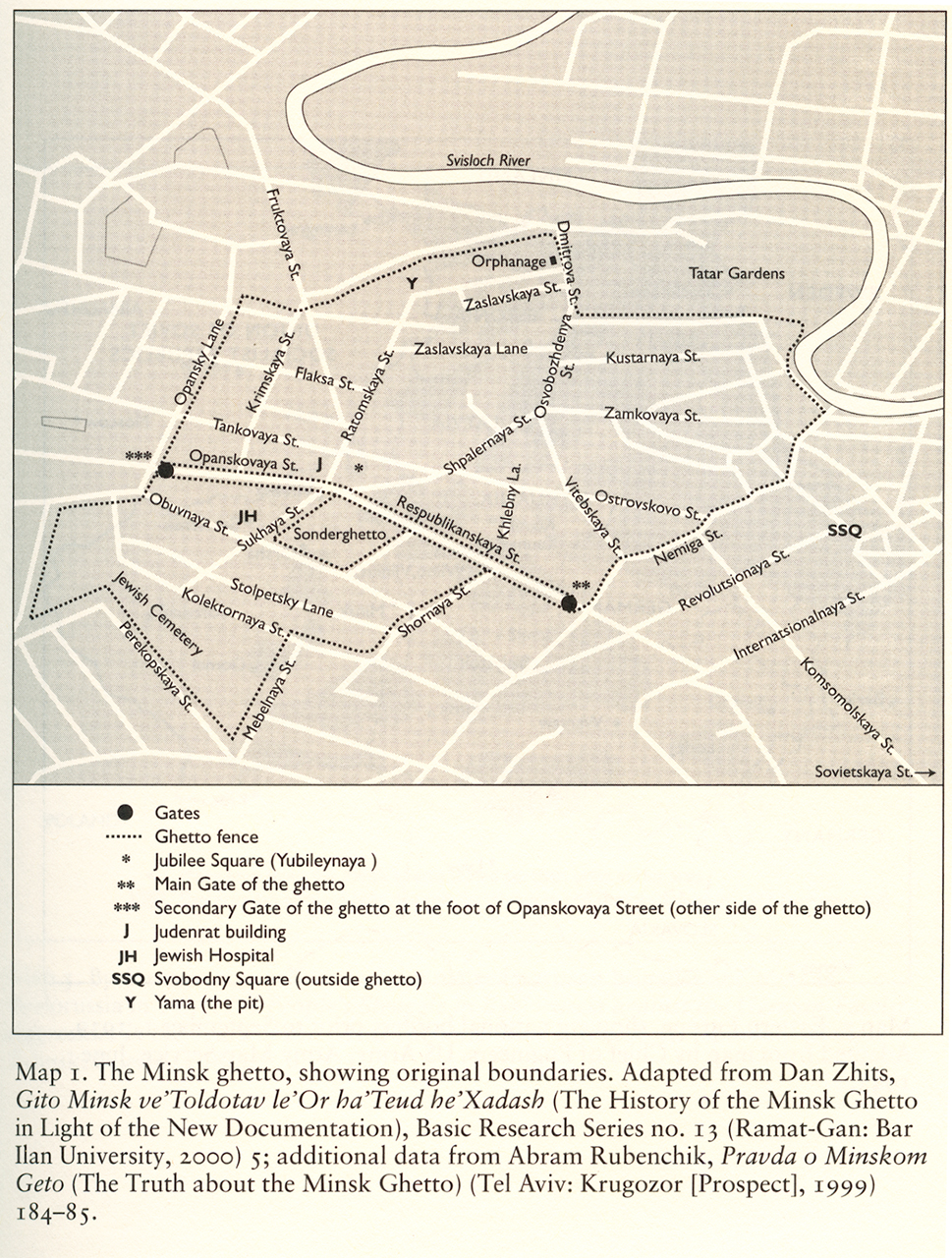
ミンスク・ゲットーの地図

ミンスク・ゲットー（Ghetto Minsk）は、ナチス・ドイツがベラルーシのミンスクに設置したゲットー（ユダヤ人隔離居住区）である。このゲットーには最も多い時期で約10万人のユダヤ人が暮らしていた。

## 歴史

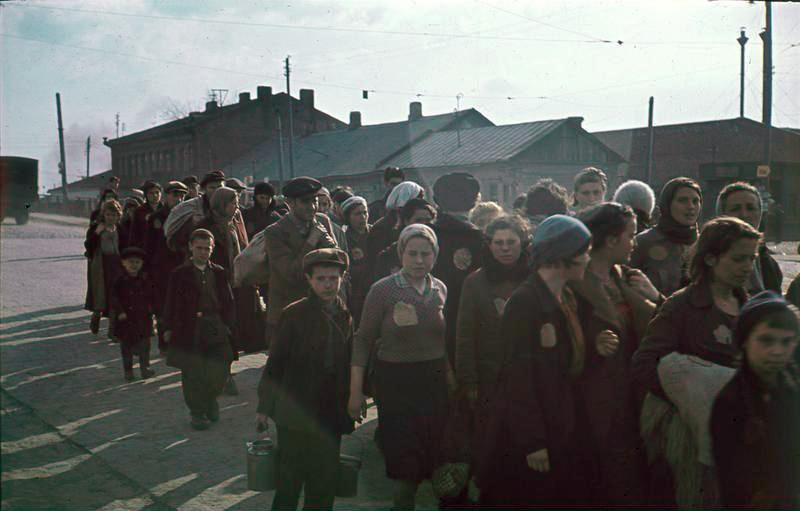
1941年、ミンスクのユダヤ人

独ソ戦開始後の1941年6月にミンスクはドイツ軍に占領された。ミンスク市の人口は24万人あったが、そのうちユダヤ人は8万人だった。
1941年7月末にドイツ当局はミンスク市内の北西部にゲットーを設置させた。ミンスク及び近隣の町で暮らすユダヤ人がここに集められ、10万人以上のユダヤ人が暮らすこととなった。さらに1941年11月中と1942年5月から10月にかけて、ドイツから6428人、オーストリアから1万476人、ベーメン・メーレン保護領から7000人のユダヤ人がミンスクに移送されてきた。彼らは大部分がミンスクから8マイルほど東にあるマリィ・トロステネツ絶滅収容所へ移送されて殺害されたが、一部はミンスク・ゲットーへ送られてきた。彼らは、ゲットー内でベラルーシ・ユダヤ人とは分けられた居住区で暮らした。
ミンスク・ゲットーはじめ、ベラルーシのゲットー住民は徹底的に強制労働に動員されていた。健康な成人はほとんどが1日12時間から14時間、わずかな食糧配給だけで働かされた。
ミンスクにはアインザッツグルッペンBが展開していた。労働できないゲットー住民は次々と検挙されて銃殺された。1941年10月9日に書かれたアインザッツグルッペンBの報告書によるとその日までにミンスクでは3万64人のユダヤ人が掃討されたという。1941年11月にはゲシュタポ・ユダヤ人課課長アドルフ・アイヒマン親衛隊中佐がミンスク・ゲットーを視察した。アイヒマンは、アインザッツグルッペンのゲットー住民除去のスピードに満足しておらず、ガス・トラックをミンスク・ゲットーに持ってこさせ、11月7日・11月8日・11月20日のポグロムの中でこれを使用した。この後、ガストラックは郊外のマリィ・トロステネツ村へ移された。

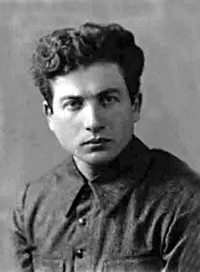
ミハイル・ゲベレフ

ゲットー内には抵抗組織もあった。ミハイル・ゲベレフ(ru)の指揮の下、300人以上のユダヤ人が22の地下グループに参加していた。彼らはサボタージュや破壊工作などドイツの妨害活動を行い、また数千人のユダヤ人をゲットーから脱出させてミンスクの周りの森の中のパルチザンに合流させるなどした。ミンスクから逃げたユダヤ人たちは7つのパルチザン部隊を創設して、ドイツ軍と戦った。ゲベレフは1942年夏にドイツ当局に逮捕されて処刑された。彼は戦後にソビエト連邦より祖国戦争勲章(ru)を追贈された。
1943年9月にラインハルト作戦（ゲットーを撤去してユダヤ人を絶滅収容所へ送る計画）によってミンスク・ゲットーは解体された。ミンスク・ゲットーの住民はソビボル絶滅収容所へ移送された。
このミンスク・ゲットーはベラルーシでは最後まで残されていたゲットーであり、ベラルーシにおける「ユダヤ人問題の最終的解決」の最後の執行地となった。同ゲットーの解体を受けて1943年9月25日に親衛隊及び警察高級指導者クルト・フォン・ゴットベルク親衛隊中将(de)は「ベラルーシは今やユーデンフライ(judenfrei、ユダヤ人がいない状態の意)になった」と宣言した。